# توزيع القدرة الطيفية

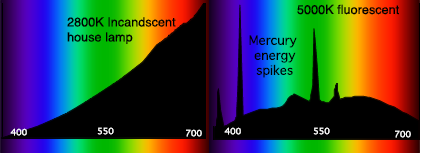
توزيع القدرة الطيفية، يمثل المحور X قيم طول الموجة ويمثل المحور Y القدرة الطيفية. تمثل 5000K و 2800K درجة الحرارة اللون

توزيع القدرة الطيفية أو توزيع الطاقة الطيفية (بالإنجليزية: Spectral power distribution)‏ أو SPD : في علم اللون وعلم قياس الإشعاع (Radiometry)، يوصف توزيع القدرة الطيفية القدرة في وحدة المساحة لكل وحدة طول موجي من الإضاءة (الخرج الإشعاعي)، أو بشكل أعم، التوزيع وفق الطول الموجي لأي كمية إشعاعية (طاقة إشعاعية (radiant energy) ، تدفق إشعاعي (radiant flux)، شدة إشعاعية (radiant intensity)، إشعاعية (radiance)، تشعيع (irradiance)، الخرج الإشعاعي (radiant exitance)، أو الإشعاعية (Radiosity).
ورياضيًا، يمكن كتابة توزيع القدرة الطيفية لخرج إشعاعي أو التشعيع بالعلاقة التالية:
{\displaystyle M_{\lambda }={\frac {\partial ^{2}\Phi }{\partial A\partial \lambda }}\approx {\frac {\Phi }{A\Delta \lambda }}}
حيث {\displaystyle M(\lambda )} هو التشعيع الطيفي أو الخرج الطيفي للضوء (الواحدة الدولية: واط.متر–3)، {\displaystyle \Phi } هو التدفق الإشعاعي للمصدر (واط)، A المساحة التي يتم عليها التكامل في حساب التدفق الإشعاعي (m²)، و {\displaystyle \lambda } طول الموجة (متر). لاحظ أن التعبير عن طول موجة الضوء بالنانومتر سيكون أكثر مناسبة. وستكون عندها واحدة الخرج الطيفي هي (واط.متر−2 نانومتر −1). ويمكن اعتبار التقريب محقق في حالة مساحة وطول موجة صغيرين.

## اقرأ أيضًا
- مقياس الإشعاعية الطيفية